# Ploychompoo Laokiatphong
Ploychompoo Laokiatphong (thailändisch พลอยชมพู เหล่าเกียรติพงษ์, Spitzname Nong Ploy; * 23. Mai 2002) ist eine thailändische Snookerspielerin aus Khon Kaen. 2024 wurde sie Amateurweltmeisterin der IBSF.

## Karriere
Ploychompoo Laokiatphong war 13 Jahre alt, als sie mit dem Snooker begann. Bereits nach zwei Jahren erreichte sie bei der U21-Asienmeisterschaft das Viertelfinale. Daraufhin schloss sie sich der Tour des Frauenweltverbands WWS an. Bei ihrem ersten Turnier, der  der UK Championship 2018, gelang ihr bereits ein Sieg gegen Rebecca Kenna und das Erreichen des Viertelfinals bei. Dasselbe schaffte sie am Saisonende bei der WWS-Weltmeisterschaft. Außerhalb der Tour stand sie 2019 bei der U21-Weltmeisterschaft der Frauen im Finale und schlug Mink Nutcharut mit 3:1. In der folgenden Saison erreichte sie beim Masters das Halbfinale und im parallel ausgetragenen U21-Masters das Finale, das sie gegen die Vizeweltmeisterin Nutcharut verlor.
Es folgte eine Zwangspause für den Amateursport durch die Corona-Pandemie, aber bereits bei der Rückkehr 2022 gewann sie zum zweiten Mal in Folge die U21-Weltmeisterschaft, diesmal gegen die Australierin Lilly Meldrum. In ihrer zweiten Saison auf der WWS-Tour erreichte sie das Halbfinale des Winchester Womens Open, nachdem sie Baipat Siripaporn mit 3:0 besiegt hatte, und gewann das parallele U21-Turnier. 2023 stand sie zum dritten Mal in Folge im Finale der U21-Weltmeisterschaft, verlor aber ihren Titel mit 2:3 an die Inderin Anupama Ramchandran. Bei den Turnieren der WWS-Tour trat sie häufiger an und kam fast immer ins Viertelfinale. Bei den British Open erreichte sie das Halbfinale und bei den Asia Pacific Women’s Open holte sie mit einem 4:1-Sieg im Finale über Siripaporn ihren ersten Ranglistentitel. Sie gewann auch das zugehörige U21-Turnier und war die erste Frau, die bei einem Turnier der WWS-Tour beide Titel holen konnte. Insgesamt gewann sie in der Saison vier der parallelen U21-Turniere. Nach diesen Ergebnissen stieg sie in der Weltrangliste der Frauen bis auf Platz 6.
Ab 2023 war sie nicht mehr in der Altersklasse U21 startberechtigt und sie zog sich von der Tour und den meisten anderen Turnieren zurück. Erst nach einem Jahr trat sie wieder international an. Im November 2024 nahm sie an der IBSF-Amateurweltmeisterschaft teil. Sie erreichte das Finale und traf auf die mehrfache Weltmeisterin Ng On Yee, gegen die sie in der Gruppenphase noch verloren hatte. Das Endspiel gewann sie jedoch mit 3:2 und holte sich damit ihren größten Titel.

## Titel und Erfolge
- Weltmeisterschaften
  - IBSF World Amateur Championship: 2024
  - World Women’s Under-21 Championship: 2019, 2022 (Finale: 2023)

- World Women’s Snooker Tour
  - Asia Pacific Womens Open: 2023
  - Junioren-Turniere
    - Winchester Womens Open – Under 21: 2022
    - UK Womens Championship – Under 21: 2022
    - Scottish Womens Open – Under 21: 2022
    - Womens Masters – Under 21: 2022 (Finale: 2019)
    - Asia Pacific Womens Open – Under 21: 2023